# Metacirolana pigmentata
Metacirolana pigmentata är en kräftdjursart som beskrevs av Mueller och Salvat 1993. Metacirolana pigmentata ingår i släktet Metacirolana och familjen Cirolanidae. Inga underarter finns listade i Catalogue of Life.